# Старошарашлинська сільська рада
Старошарашли́нська сільська рада (рос. Старошарашлинский сельский совет) — муніципальне утворення у складі Бакалинського району Башкортостану, Росія. Адміністративний центр — село Старі Шарашлі.

## Населення
Населення — 537 осіб (2019, 725 у 2010, 830 у 2002).

## Склад
До складу поселення входять такі населені пункти:
| Населений пункт           | Населення, осіб (2002) | Населення, осіб (2010) |
| ------------------------- | ---------------------- | ---------------------- |
| Верхньотроїцьке, присілок | 24                     | 16                     |
| Георгієвка, присілок      | 30                     | 36                     |
| Нові Шарашлі, присілок    | 48                     | 36                     |
| Новоагбязово, присілок    | 225                    | 197                    |
| Новокостеєво, присілок    | 1                      | 2                      |
| Новотроїцьке, присілок    | 14                     | 11                     |
| Покровка, присілок        | 25                     | 17                     |
| Старі Шарашлі, село       | 463                    | 410                    |